# 嘉永
嘉永是日本的年號之一。在弘化之後、安政之前。指1848年到1855年的期間。這個時代的天皇是孝明天皇。江戶幕府的將軍是德川家慶、德川家定。

## 改元
- 弘化5年2月28日（公元1848年4月1日） 新皇登基改元。
- 嘉永7年11月27日（公元1855年1月15日） 改元為安政[2]。

朝廷在“万延”、“明治”等7个方案中，最终选出“天久”和“嘉永”两个方案。朝廷的内意是“天久”，然而幕府推举“嘉永”不让步，最终朝廷服从幕府。

## 出典
出自《宋書·樂志》的「思皇享多祐、嘉樂永無央」。

## 嘉永年間要事
- 嘉永6年（1853年） 率領美國東印度艦隊的培里提督來航。6月3日，4艘黑船抵達浦賀沖

### 逝世
- 嘉永元年 土生玄硯（享年86）八重崎檢校
- 嘉永2年 葛飾北齋（享年89）
- 嘉永3年 高野長英（享年46）國定忠治（享年41）
- 嘉永4年 水野忠邦（江户幕府老中享年57）
- 嘉永6年 德川家慶（江户幕府12代將軍 享年60）

## 西元對照表
| 嘉永 | 元年   | 2年    | 3年    | 4年    | 5年    | 6年    | 7年    |
| ---- | ------ | ------ | ------ | ------ | ------ | ------ | ------ |
| 西元 | 1848年 | 1849年 | 1850年 | 1851年 | 1852年 | 1853年 | 1854年 |
| 干支 | 戊申   | 己酉   | 庚戌   | 辛亥   | 壬子   | 癸丑   | 甲寅   |

## 相關項目
| 前一年號： 弘化 | 日本年號 | 下一年號： 安政 |